# Virtuous Men
Virtuous Men è un film muto del 1919 diretto da Ralph Ince.

## Trama
Rovinato finanziariamente Bob Stokes, un elegante uomo di mondo di New York, viene piantato dalla fidanzata Marcia. L'uomo, per rifarsi una vita, parte per le foreste del nord dove trova lavora in un campo di boscaioli. Lì, le sue doti di leader e di tenace combattente impressionano il proprietario Henry Willard che gli affida il compito di caposquadra. Bob viene messo subito alla prova quando si trova a dover metter fine allo sciopero dei boscaioli organizzato da Brummon, il suo predecessore. Brummon, in realtà, è un agitatore bolscevico che vuole boicottare le spedizioni di legname per il governo: visto l'insuccesso dello sciopero, passa a incendiare la foresta ma anche lì Stokes lo batte, controllando l'incendio. Un nuovo incarico di fiducia attende ora Stokes che viene mandato da Willard nei suoi cantieri navali di New York per seguire le operazioni segrete di costruzione di una nave.
A New York, Stokes si innamora di Helen, la figlia di Willard. Brummon, dal canto suo, convince Marcia a cercare di sedurre l'ex fidanzato, invitandolo nel suo appartamento. In realtà, si tratta di una trappola di Brummon per uccidere il suo nemico. Ma Stokes, quando scopre che al cantiere è stata piazzata una bomba a orologeria per far saltare in aria la nave, fugge, riuscendo poi a trovare l'ordigno prima che esploda e a gettarlo in acqua. I sabotatori vengono catturati e Stokes può assistere insieme a Helen al varo della nave.

## Produzione
Il film fu prodotto dalla S-L Films e dalla Ralph Ince Film Attractions.

## Distribuzione
Distribuito dalla Gardiner Syndicate, il film uscì nelle sale cinematografiche USA il 1º aprile 1919.